# بحوث النمط الاستهلاكي
يهدف التسويق اساسآ الي خدمة المستهلكين وتلبية حاجاتهم ورغباتهم الاستهلاكية الحالية والمستقبلية حيث تقوم بحوث التسويق بدور فعال في توفير المعلومات اللازمة عن ذلك النمط الاستهلاكي ومحدداته.فإذا ما توفرت هذه المعلومات بين ايدي الإدارة فإن ذلك سيساعد على ترشيد عملية اتخاذ القرار.

## مجالات النمط اللإستهلاكي
1. تحليل النمط الاستهلاكي.
2. تحليل نواية الشراء.
3. تحليل تالمواقف والاتجاهات.
4. التحليل التفضيل الإستهلاكي.

### تحليل النمط الاستهلاكي
تعتبر بحوث النمط الاستهلاكي من أهم أدوات التخطيط التسويقي لأنها تمكن ادرة التسويق من معرفة معدلات البيع من منتجات معينة عند كل مستوى من مستويات التوزيع ويساعد تحليل النمط الاستهلاكي على توفير المعلومات الازمة لتخاذ قرارات إستراتيجية تتعلق بتخطيط الجهد التسويقي.

### تحليل نوايا الشراء
تتطلع الإدارة الناجحة دائما إلى المستقبل وتخطط له بطريقة علميو صحيحة.فعلى مستوى إدارة التسويق فإن المسؤولية التي تقع على عاتقها هي العمل عللى وضع إستراتيجية تسويقية تستطيع بواسطتها كسب الأسواق واجتذاب متهلكين جدد في فترة زمنية محددة.وبرغم من ما يزعمه البعض من صعوبة التنبؤ في مجال العلوم الاجتماعية (والتسويق احداها), فإن هذا لا يجب ان يثنينا على القيام بهذه المهمة وابتكار الأساليب العلمية التي يمكن بواسطتها القيام بتنبؤ.وحتى إذا توفرت النية للشراء فإن هذا لن يضمن قيام الأكيدة المستهلك بشراء ما وعد بشراءه من سلع أو خدمات. 

### تحليل المواقف والاتجاهات
لقد اجريت كثير من الدراسات التي تهدف إلى وصف اتجاهات ومواقف الأفراد خلال العقود الثلاثة الماضية.وقد كانت علوم النفس والاجتماع مجالات خصبة لتلك الدراسات.وقد تمت استعارة الكثير من الطرق والأساليب التي استخدمت في تلك الدراسات في مجال الدراسات التسويقية، وخاصة ما يتعلق منها في بحوث سلوك المستهلك ودوافع الشراء لديه.وقد استخدم باحثو التسويق كلا من المقاييس النوعية والكمية.وقد واجهو الباحثو في استخدامهم لهذه المقاييس كثيرا من المشاكل، ورغم ذلك فقد استخدموها بشكل اوسع للحصول عللى بيانات يستطيعون الاعتماد عليها في زيادة فرص الاختيار من بين بدائل متعددة.

### تحليل التفضيل الإستهلاكي
من المعروف ان المستهلك يقوم ضمن ضمن نطاق معرفته بما يلزمه من سلع أو خدمات باختيار البديل المناسب الذي يرى انه الأقدر على الوفاء بتوقعاته الإستهلاكية.كما انه يقوم بتقييم البدائل المتاحة التي تنتمي إلى مجموعة واحدة على اساس معيار القيمة الماضافة التي يجنيها من كل بديل.وطبقا ل ذلك فإنه سيختار البديل السلعي الأنسب، وبالتالي فإنه عندما يقوم بجمع المعلومات اللازمة لقراره الشرائي فإنه يعني فقط بالمعلومات عن ذلك البديل الذي تم اختياره ويهمل أي معلومات أخرى، وبهذا الأسلوب يستطيع المستهلك ان يتغلب على الكم الهائل من المعلومات التي يتعرض له بما يتناسب مع قدراته الادراكية.